# Étienne Fiori
Pour les articles homonymes, voir Fiori.
 (février 2015).
Étienne Fiori (1888-1961) est un aventurier et un militaire, actif pendant l'époque coloniale française.

## Le Maroc
Félix Étienne Fiori naît le 18 avril 1888 à Mustapha (aujourd'hui Sidi M'Hamed quartier d'Alger), en Algérie alors française, en 1888, grandit semble-t-il à Alger.[réf. nécessaire] et parle couramment arabe. Sa famille est d'origine italo-maltaise mais il se prévaut d'une ascendance corse.
Maréchal des logis d'artillerie, au 3e RAC, il est détaché à la Mission militaire française au Maroc le 6 octobre 1910. Il accompagne en aout 1912 la mission militaire du commandant Verlet-Hanus à Marrakech. La campagne et la ville se soulèvent et une dizaine de notables français sont faits prisonniers. Fiori, déguisé en Marocain, leur apporte de la nourriture et leur fournit des renseignements. Grâce à ses connaissances techniques, il neutralise plusieurs canons Krupp des remparts en volant les percuteurs. Lors de la reprise de Marrakech par les troupes du futur Maréchal Lyautey, il reçoit alors la Légion d'honneur.

## Une carrière mystérieuse
En 1912 ,il est membre de la police de Rabat. En aout 1914, il est affecté au service de renseignement à Marrakech. Sous lieutenant d'artillerie de réserve en 1915, il combat au Maroc sur le "front berbère" . Il parait être sur le front français en 1917. Il accomplit ensuite une mission en Sibérie après l'armistice puis est affecté à Hanoï. Il semble en fait appartenir aux services secrets français.

## Shanghai
En 1920, Fiori, capitaine d'artillerie territoriale de réserve, est nommé chef de la garde municipale de la concession française de Shanghai, succédant au capitaine Charles Schmitt. Il s'agit en fait de la seule police de la concession. À ce poste, pendant 12 ans, il est un personnage incontournable, faisant l'interface entre l'administration française, les notables chinois ou occidentaux et la Bande Verte,. Fiori parait lié au trafic de l'opium, et à la traite des blanches. Il est soupçonné d'être un haut responsable de l'Union corse, une organisation criminelle marseillaise.
Il fut membre des services secrets français et est en lien avec la police de Hanoï. Ainsi l’arrestation du révolutionnaire indochinois Phan Boi Chau fut opérée à Shanghaï en juin 1925 grâce à un indicateur que Fiori avait réussi à introduire à son domicile à Hangzhou. Mais son action principale vise à lutter contre la pénétration communiste.[réf. nécessaire] Ainsi en 1927, il parait faciliter le Massacre de Shanghai qui voit l'écrasement du soulèvement communiste par le Kuomintang.[réf. nécessaire]
En 1932, il est remplacé par le commandant Louis Fabre. En février, il est invité à diner par Du Yuesheng, l'un des chefs de la Bande Verte, avec Georges-Marie Haardt, le consul général Koechlin, le colonel A. Marcaire et l'administrateur civil Armand du Pac de Marsoulies. Haardt, Koechlin, Marcaire et Marsoulies moururent très peu de temps après, officiellement de pneumonie. Fiori, très malade, en réchappa et se retira à Cagnes-sur-Mer,.
Il est décrit comme tall, elegant, mocking (grand, élégant, ironique). Un autre le voit comme petit, basané, les cheveux tirés en arrière. D'après son livret militaire il mesure 1,70 m.
Il meurt à Cannes le 7 décembre 1961.
Il est frère cadet du député d'Alger Henri Fiori.[réf. nécessaire]